# Leonas de Ponce
Leonas de Ponce – żeński klub piłki siatkowej z Portoryko. Swoją siedzibę ma w Ponce. Został założony w 1985.

## Sukcesy
- Mistrzostwa Portoryko:
  -  1989, 1990, 1991

## Kadra 2011/12
Źródło:
- 1.  Natalia Valentin
- 2.  Willyaris Flores
- 4.  Waleria Gonzalez
- 6.  Lisette Watts
- 7.  Tamara Ramirez
- 8.  Meagan Ganzer
- 9.  Stephanie de la Matta
- 10. Kelsey Black
- 11. Legna Hernández
- 13. Airial Salvo
- 14. Gyselis Irizarry
- 17. Ana Rosa Luna